# Pause for a Hoarse Horse
Pause for a Hoarse Horse (с англ. — «Пауза для хриплой лошади») — дебютный студийный альбом британской рок-группы Home, выпущенный 26 августа 1971 года на лейбле CBS Records. В то время группа состояла из Клиффа Уильямса на басу, Лори Уайзфилда на гитаре, Мика Кука на барабанах и Мика Стаббса на гитаре. В ней также участвовал клавишник Клайв Джон. К альбому прилагалось предисловие, написанное TW — вероятно, Терри Уильямсом, барабанщиком Man (и впоследствии Dire Straits). Записи Клайва Джона проходили в Южном Уэльсе, на родине Man.
Успех был разочаровывающим. Альбом вообще не взлетел с точки зрения показателей продаж. Результат был таков, что Home давали концерты на разогреве у таких групп, как Led Zeppelin, Argent, The Jeff Beck Group и The Faces.

## Приём
| Оценки критиков | Оценки критиков |
| Источник        | Оценка          |
| --------------- | --------------- |
| Allmusic        | [ 2 ]           |

Ричи Унтербергер из AllMusic, поставив оценку 3 звезды из 5, написал: «Влияние американского кантри-рока конца 60-х и начала 70-х на британскую рок-сцену начала 70-х в целом было умеренным, но его довольно заметное влияние на несколько британских групп было упущено из виду. Это были альбомы Brinsley Schwarz и Matthew's Southern Comfort и, в гораздо более малоизвестном случае, дебютный альбом Home с довольно неуклюжим названием „Pause for a Hoarse Horse“. Home были хорошими, компетентными музыкантами, способными играть добродушный кантри-рок с искромётной гитарой, иногда с намёком на поп-музыку в стиле Пола Маккартни или (особенно на „Family“) гармонии Crosby, Stills & Nash. Но хотя в альбоме не было ничего серьёзного или раздражающего, в материале, написанном в основном вокалистом Миком Стаббсом, не было ничего особенного. Они были бы в высшей степени подходящими в качестве вступительного акта для таких, как The Flying Burrito Brothers, или, если уж на то пошло, Brinsley Schwarz и Matthew's Southern Comfort. Но у них не было ни песен, похожих на одну из этих групп, ни подхода, который был бы столь же отличительным. В результате получился альбом, который был одновременно безобидным и несущественным, иногда отклоняясь от кантри-рока к среднему прямолинейному хард-року».

## Список композиций

### Английская версия альбома[4]
Слова и музыка всех песен — Мик Стаббс, кроме указанных иначе.
| №                   | Название                        | Автор(ы)                                      | Перевод                            | Длительность |
| ------------------- | ------------------------------- | --------------------------------------------- | ---------------------------------- | ------------ |
| 1.                  | «Tramp»                         |                                               | Бродяга                            | 3:30         |
| 2.                  | «Family»                        |                                               | Семья                              | 4:30         |
| 3.                  | «Pause for a Hoarse Horse»      |                                               | Пауза для хриплой лошади           | 3:00         |
| 4.                  | «Red E. Lewis and the Red Caps» |                                               | Красный Э. Льюис и Красные Шапочки | 4:30         |
| 5.                  | «In My Time»                    | Клифф Уильямс, Лори Уайзфилд, Стаббс, Мик Кук | В моё время                        | 4:15         |
| Общая длительность: | Общая длительность:             | Общая длительность:                           | Общая длительность:                | 19:45        |

| №                   | Название                                  | Автор(ы)            | Перевод                | Длительность |
| ------------------- | ----------------------------------------- | ------------------- | ---------------------- | ------------ |
| 6.                  | «How Would It Feel»                       |                     | Как бы это выглядело   | 3:25         |
| 7.                  | «Bad Days»                                |                     | Плохие дни             | 4:10         |
| 8.                  | «Mother»                                  |                     | Мама                   | 4:05         |
| 9.                  | «Moses»                                   |                     | Моисей                 | 5:10         |
| 10.                 | «Welwyn Garden City Blues» (инструментал) | Стаббс, Уайзфилд    | Блюз Уэлин-Гарден-Сити | 1:30         |
| 11.                 | «You're No Good»                          |                     | Ты никуда не годишься  | 3:00         |
| Общая длительность: | Общая длительность:                       | Общая длительность: | Общая длительность:    | 21:20        |

### Американская версия альбома[5]
| №                   | Название                        | Автор(ы)                       | Перевод                            | Длительность |
| ------------------- | ------------------------------- | ------------------------------ | ---------------------------------- | ------------ |
| 1.                  | «Tramp»                         |                                | Бродяга                            | 3:10         |
| 2.                  | «Family»                        |                                | Семья                              | 3:36         |
| 3.                  | «Pause for a Hoarse Horse»      |                                | Пауза для хриплой лошади           | 3:00         |
| 4.                  | «Red E. Lewis and the Red Caps» |                                | Красный Э. Льюис и Красные Шапочки | 5:38         |
| 5.                  | «In My Time»                    | Уильямс, Уайзфилд, Стаббс, Кук | В моё время                        | 3:57         |
| Общая длительность: | Общая длительность:             | Общая длительность:            | Общая длительность:                | 19:21        |

| №                   | Название                                  | Автор(ы)                | Перевод                                      | Длительность |
| ------------------- | ----------------------------------------- | ----------------------- | -------------------------------------------- | ------------ |
| 6.                  | «How Would It Feel»                       |                         | Как бы это выглядело                         | 3:24         |
| 7.                  | «Bad Days»                                |                         | Плохие дни                                   | 4:03         |
| 8.                  | «Mother»                                  |                         | Мама                                         | 3:00         |
| 9.                  | «Moses»                                   |                         | Моисей                                       | 5:04         |
| 10.                 | «Welwyn Garden City Blues/You're No Good» | Стаббс, Уайзфилд/Стаббс | Блюз Уэлин-Гарден-Сити/Ты никуда не годишься | 4:24         |
| Общая длительность: | Общая длительность:                       | Общая длительность:     | Общая длительность:                          | 19:55        |

- Red E. Lewis and the Red Caps — группа с вокалистом Вилли Стаббсом и гитаристом Джимми Пейджем в 1959 и 1960 годах[6]. До Led Zeppelin было ещё далеко.
- Уэлин-Гарден-Сити — небольшой городок в Англии.

## Участники записи
Home
- Мик Стаббс — вокал, соло-гитара, 12-струнная гитара
- Лори Уайзфилд — соло-гитара, бэк-вокал
- Клифф Уильямс — бас-гитара, бэк-вокал
- Мик Кук — ударные, перкуссия, бэк-вокал

Приглашённые музыканты
- Клайв Джон — клавишные, меллотрон
- Джонни Вилли Уайдер — скрипка

Продюсирование
- Мел Байстер — продюсер
- Билл Шеперд — исполнительный продюсер
- Майк О’Махони — дизайн передней обложки